# Irene Miracle
Irene Miracle est une actrice, productrice, scénariste et réalisatrice américaine née le 24 janvier 1954 à Stillwater (Oklahoma).
Elle est principalement connue pour son rôle de Susan, la petite amie de Billy Hayes, dans Midnight Express d'Alan Parker, pour lequel elle obtiendra le Golden Globe de la révélation féminine de l'année (New Star Of The Year - Actress) en 1979. Son autre film le plus connu est Inferno (1980) de Dario Argento.

## Filmographie partielle

### Comme actrice

#### Cinéma
- 1975 : La bête tue de sang-froid (L'ultimo treno della notte) d'Aldo Lado : Margaret Hoffenbach
- 1976 : La portiera nuda de Luigi Cozzi
- 1978 : Midnight Express d'Alan Parker : Susan
- 1980 : Inferno de Dario Argento : Rose Elliot
- 1985 : Le Monde de l'horreur (Il mondo dell'orrore di Dario Argento) de Michele Soavi
- 1986 : Laughing Horse de Michael Wolfe
- 1986 : In the Shadow of Kilimanjaro (en) de Raju Patel (en) : Lee Ringtree
- 1986 : Banter (en) de Hervé Hachuel : Elizabeth Banter
- 1989 : From Hollywood to Deadwood : Marcia Diamond
- 1989 : Veiled Threat de Cyrus Nowrasteh : Fran
- 1989 : Puppet Master de David Schmoeller : Dana Hadley
- 1990 : Watchers 2 de Thierry Notz : Sarah Ferguson
- 1994 : One Plus Two Equals Four de Levan Outchaneichvili : Helen
- 1996 : 2090 de Eric Scott : Stone
- 1997 : Walking Thunder de Craig Clyde : Emma McKay

#### Télévision
- 1989 : Le Justicier des ténèbres (série télévisée)  : une infirmière
- 1990 : Shattered Dreams (téléfilm) : Elaine

### Comme productrice
- 1992 : Bad Blood
- 1994 : One Plus Two Equals Four
- 1998 : Reliable Witnesses
- 2009 : Changeling - également réalisatrice et scénariste

## Distinctions
- Golden Globes 1979 : Golden Globe de la révélation féminine de l'année pour  Midnight Express d'Alan Parker